# 753

## Decese
- Grifo, fiul ilegitim a lui Carol Martel, un conducător important al francilor (n. 726)